# Ekosustav
Ekosustav ili ekosistem je prostor (biotop) naseljen organizmima i njihovim zajednicama, u kojem se neprekidno stvara primarna biomasa, koju troše (i razgrađuju) heterotrofni potrošači.
Naziv je za kompleksno jedinstvo živih bića (biocenoza) i prostora u kom oni žive (biotop). 

## Karakteristike
Svaka životna zajednica u prirodi zauzima prostor u kome članovi te zajednice zadovoljavaju svoje potrebe: kreću se, uzimaju hranu, dišu, nalaze zaklon, zaštitu i slično. Taj prostor se naziva biotop i njega naseljavaju pripadnici odgovarajuće biocenoze. Oni uspostavljaju vrlo složene međusobne odnose i istovremeno se, određenim odnosima, povezuju s okolinom u kojoj žive. Na taj način biocenoza i biotop zajedno čine ekološki sistem višeg reda - ekosustav. 
Različiti ekosustavi u jednoj klimatskoj zoni stvaraju veće cjeline - biome. 